# Cameron Pilley
Cameron Pilley (* 27. Oktober 1982 in Grafton, New South Wales) ist ein ehemaliger australischer Squashspieler.

## Karriere
Cameron Pilley begann seine Profikarriere im Jahr 2001. Von diesem Jahr an bis 2005 war er mit einem Stipendium am Australian Institute of Sport, wo er unter den ehemaligen Weltmeistern Geoff Hunt und Rodney Martin trainierte. In den Jahren 2003 und 2008 erreichte Cameron Pilley jeweils die Top 50 und die Top 20 der Weltrangliste, wobei er im Januar 2011 mit Rang elf seine beste Platzierung erzielte. Bei den PSA World Series Finals 2015/16 erreichte er als Debütant sogleich das Finale, in dem er Grégory Gaultier in vier Sätzen unterlag. Im Dezember 2019 beendete er seine Karriere. In Deutschland war Pilley beim Sportwerk Hamburg Walddörfer in der 1. Squash-Bundesliga gemeldet.
Mit der australischen Nationalmannschaft wurde er 2007 Vizeweltmeister, in den Jahren 2009 und 2011 reichte es nur für Platz drei, sein Debüt feierte er 2005. Auch 2013, 2017 und 2019 gehörte er zum Aufgebot. Bereits 2006 wurde Pilley Vizeweltmeister im Mixed, als er in Melbourne mit Amelia Pittock gegen Rachael Grinham und Joseph Kneipp im Finale unterlag. 2019 gelang ihm mit seiner Cousine Donna Lobban der Titelgewinn. Mit Ryan Cuskelly wurde er 2017 und 2019 Weltmeister im Doppel. 2005 wurde er australischer Meister.
Bei den Commonwealth Games gewann er mehrfach Medaillen. 2010 sicherte er sich mit Ryan Cuskelly Bronze im Doppel und mit Kasey Brown Gold im Mixed. Vier Jahre darauf gewann er mit David Palmer die Doppelkonkurrenz, sowie eine Bronzemedaille mit Kasey Brown im Mixed. 2018 verpasste er im Doppel erstmals einen Medaillengewinn, er schied mit Ryan Cuskelly im Viertelfinale aus. Im Mixed gewann er dagegen mit Donna Lobban die Goldmedaille.
Cameron Pilley hält den Weltrekord für die größte Beschleunigung eines Squashballes: Im Oktober 2011 beschleunigte er bei den US Open den Ball auf 281,6 km/h. Damit löste er den Rekord seines Landsmanns John White von 273,5 km/h ab. Im April 2015 verbesserte er seine Bestmarke auf 284,9 km/h.
Von 2010 an war Cameron Pilley mit der dänischen Squashspielerin Line Hansen liiert, die er 2015 in Las Vegas heiratete. Das Paar hat zwei Kinder (* 2017, * 2019).

## Erfolge
- Weltmeister im Doppel: 2017 und 2019 (jeweils mit Ryan Cuskelly)
- Weltmeister im Mixed: 2019 (mit Donna Lobban)
- Vizeweltmeister mit der Mannschaft: 2007
- Gewonnene PSA-Titel: 13
- Commonwealth Games: 3 × Gold (Mixed 2010 und 2018, Doppel 2014), 2 × Bronze (Doppel 2010, Mixed 2014)
- Australischer Meister: 2005